# 協定世界時

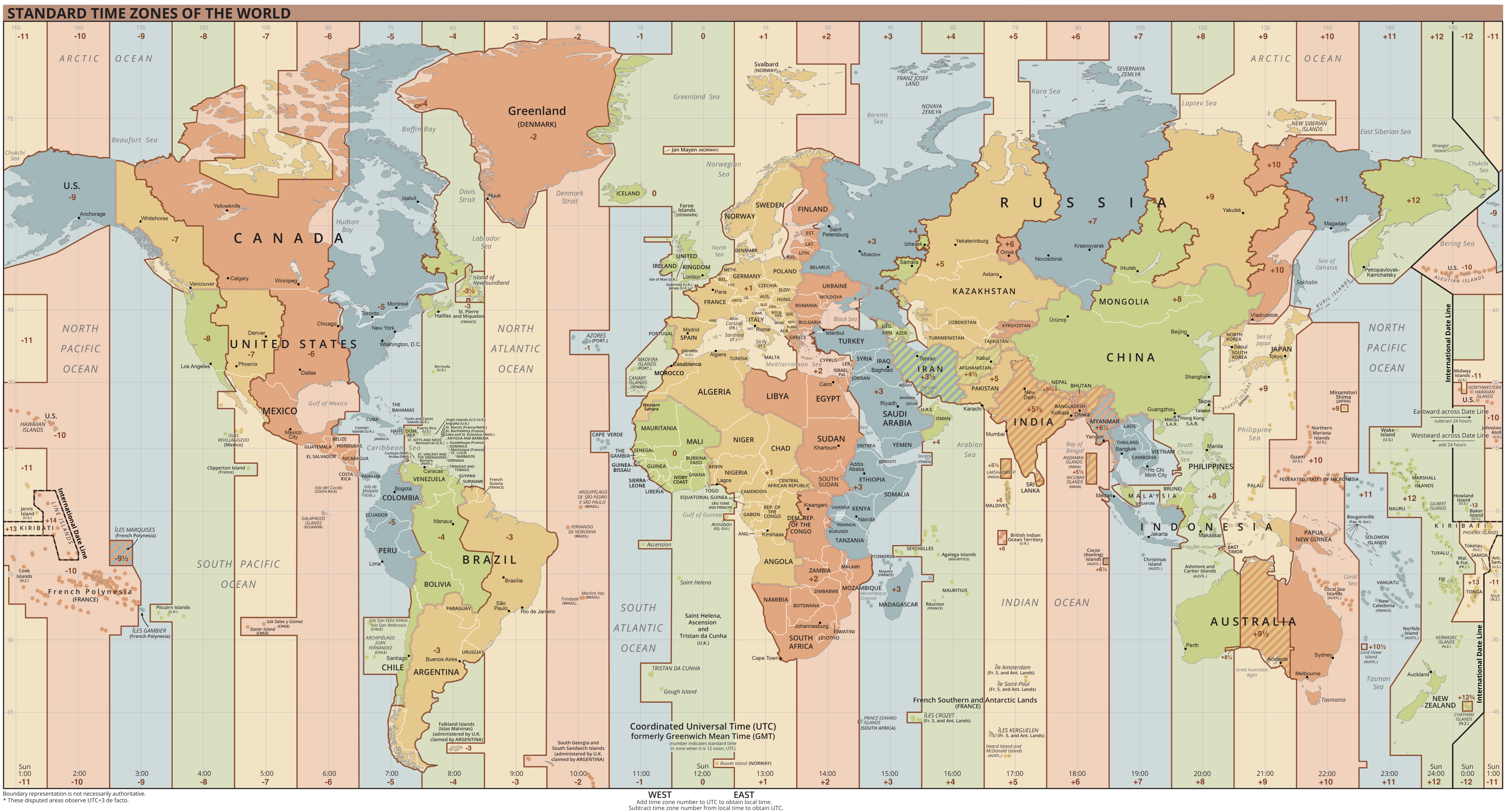
等時帯で色分けされた世界地図

協定世界時（きょうていせかいじ、英語: coordinated universal time, フランス語: temps universel coordonné）とは、国際原子時 (TAI) に由来する原子時系の時刻で、UT1世界時に同調するべく調整された基準時刻を指す。言語によって頭字語が異なるため、共通の略称として UTC が定められている。

## 概要
協定世界時は国際度量衡局 (BIPM) が国際地球回転・基準系事業 (IERS) の支援を受けて維持する時刻系で、標準周波数と報時信号発射の基礎であり、国際単位系 (SI) 秒に基づく国際原子時と同歩度だが、整数秒だけ異なる。UT1 世界時と近似的に一致させるため、秒を挿入または除去する閏秒調整を行っている。UT1 と UTC の差は、国際地球回転・基準系事業のウェブサイトで確認できる。
世界各地の標準時は協定世界時を基準としている。日本標準時 (JST) は、協定世界時より9時間進めた時間（UTC+9）である。

## 名称

### 略称
協定世界時の略称は UTC である。
協定世界時を頭字語表記すると、英語は coordinated universal time で “CUT”、フランス語は temps universel coordonné で “TUC”、イタリア語は tempo coordinato universale で “TCU” となり、言語毎の表記に差異が生ずるため、国際電気通信連合 (ITU) は共通の略称として “UTC” を定めた。既存の世界時 (UT) の種類は UT のあとに数字を付してUT0、UT1などと表記され、“UTC” はこれらとも整合する。略称から逆成した 英: universal time coordinated, 仏: universel temps coordonné など、非公式な表記も一部に散見する。

### 同義語
協定世界時は、歴史的な理由から特定の分野で同義語として扱われるいくつかの用語が存在する。
GMT と Z は、航法や通信の分野で UTC と同義語として認められる。子午線を1時間ごとの時刻差で英字一文字に対応させて東経を正数、西経を負数で表記すると、15=A、30=B、45=C、60=D、75=E、90=F、105=G、120=H、135=I、150=K、165=L、180=M、-15=N、-30=O、-45=P、-60=Q、-75=R、-90=S、-105=T、-120=U、-135=V、-150=W、-165=X、-180=Y、0=Z となる。本初子午線を中心とする等時帯は（Z） で表され、通信で通話表の文字 Z に使用する語は Zulu であることから「UTC」を「Z時」や “Zulu time” と表すことがある。
時刻の最大精度を整数秒で扱う場合はGMTと世界時 (UT) はUTC の意味で使用され、GMTはUTCまたはUTに置換して表す。

## 国際原子時との関係
国際原子時は、1970年に国際度量衡委員会 (CIPM) が定義した時刻系である。「国際単位系における時間の単位である秒の定義に従い、いくつかの機関で運転されている原子時計の指示値に基づき国際報時局 (BIH) が定める基準となる時刻の座標」と定義されている。1988年からは、それまでの国際報時局に代わり国際度量衡局が1972年以降の協定世界時が国際原子時に完全同調する歩度で整数秒差を維持するように管理している。
国際原子時の起点は、世界時 UT2 の1958年1月1日0時0分0秒である。各国毎の現示は時間に関する国立研究所などが実施し、原子時計データを国際度量衡局へ送信して国際的な時刻目盛の算出に参加している。

## 世界時および調整
UT1 世界時は各国天文台の地球自転観測データをもとに国際地球回転・基準系事業が定め、地球の自転周期はおよそ10年周期の長短とミリ秒単位の不規則さで変動しているが、協定世界時は1972年以降、国際原子時と整数秒差を維持しつつ UT1 世界時と近似的一致を保証するため、秒を挿入または除去する閏秒調整を導入し、偏差0.9秒以内に収めるべく、国際地球回転観測事業中央局が ΔUT1 (UT1-UTC) の予測値に基づき定めている。2018年1月現在、協定世界時は国際原子時から正確に37秒だけ遅れている。

### 旧協定世界時の調整
1971年まで使われた旧協定世界時 (UTC) は、公認されたセシウム原子の振動数を F0 とし、周波数や秒間隔を {\displaystyle F=F_{0}\times (1+s)} そのオフセット値「50 × n × 10−10、n は整数」を s で定め、 歩度をできるだけ変更せずに UT2 世界時と近似的な一致を得るため F を1年間固定していた。UT2 世界時と 0.1 秒以上の差を生じたときは月の1日0時 (UT) に 0.1 秒のステップ調整を実施し、オフセット及び秒信号の修正量と時期は国際報時局 (BIH)が関係天文台と協議して定めていた。
標準電波で発射される報時信号は搬送波の位相に同期（CCIR勧告460）しており周波数は時間の逆数で表されるため周波数オフセットは時間を時刻に合わせる手段となることから、周波数を基準値から故意に遷移させて積算した時刻信号の歩度を UT2 世界時の歩度に近似させた。UT2 世界時は UT1 世界時の既知の季節変動を補正して平滑化したものだが地球自転の角速度は不規則に変動し、歩度を1年間一定にする旧協定世界時 (UTC) との差を月初に0.1秒単位でステップ調整した。

## 歴史

### 旧協定世界時
旧協定世界時 (UTC) は標準電波の報時信号を同期する国際協定に基づき1960年頃から試験的に運用され、1961年1月1日に制度を開始し、1964年1月1日から正式に採用されて1971年末まで使用された。
1950年代にセシウム原子時計が実用化され、標準電波の周波数は原子周波数標準器を基準とし、時刻は地球の自転に基づく UT2 世界時を基準とする報時信号が発射されていたが各国の報時機関がそれぞれ独立に発射して相互に無関係だった。人工衛星の国際観測が興隆し、世界のデータを整約するため国際的な統一方法で UT2 の時刻利用が強く望まれ、1959年にアメリカ合衆国とイギリスを中心に標準電波の周波数や報時信号の同期を合議して報時信号は ±1 ms、標準周波数は ±1×10−10 を目標に同期を図った。
| 年月日     | オフセット値 (×10−10) | ステップ調整 (s) |
| ---------- | --------------------- | ---------------- |
| 1960       | −150                  | なし             |
| 1961-01-01 | −150                  | なし             |
| 1961-08-01 | −150                  | +0.050           |
| 1962-01-01 | −130                  | なし             |
| 1963-01-01 | −130                  | なし             |
| 1963-11-01 | −130                  | −0.100           |
| 1964-01-01 | −150                  | なし             |
| 1964-04-01 | −150                  | −0.100           |
| 1964-09-01 | −150                  | −0.100           |
| 1965-01-01 | −150                  | −0.100           |
| 1965-03-01 | −150                  | −0.100           |
| 1965-07-01 | −150                  | −0.100           |
| 1965-09-01 | −150                  | −0.100           |
| 1966-01-01 | −300                  | なし             |
| 1967-01-01 | −300                  | なし             |
| 1968-01-01 | −300                  | なし             |
| 1968-02-01 | −300                  | +0.100           |
| 1969-01-01 | −300                  | なし             |
| 1970-01-01 | −300                  | なし             |
| 1971-01-01 | −300                  | なし             |

1960年国際電波科学連合 (URSI) 第13回総会や1961年国際天文学連合 (IAU) 第11回総会で報時信号の国際同期に関する問題が討議され具体化され、セシウム原子振動標準の周波数 (9192631770 Hz) が公認される。
天測航法や測地、人工衛星観測などは地球の自転に基づく世界時を要するが、物理学などは時間単位だけが必要で世界時は不適当であることから、標準電波の周波数は原子時に基づき、時刻は世界時に基づくものになり、公認されたセシウム原子の振動数を F0 とすると、周波数や秒間隔は {\displaystyle F=F_{0}\times (1+s)} で決定し F は1年間固定する。 s はオフセット値で1960年は −150×10−10 だった。本方式は標準時計の歩度が1年間固定され、地球自転の角速度は不規則に変動し、報時される時刻は世界時に差が生じるため世界時との差は月初に 50 ms 単位でステップ調整した。周波数オフセットは国際天文学連合が毎年決定することが採択された。
本報時方式は1960年頃からアメリカとイギリスが試験的に開始し、日本、フランス、スイス、カナダなど数ヶ国が国際無線通信諮問委員会 (CCIR) や国際天文学連合による正式な採択を待たず順次実施した。日本は郵政省電波研究所 (RRL) のJJYで1961年9月から実施している。
1963年国際無線通信諮問委員会第10回総会の議決後、1964年国際天文学連合第12回総会で、報時は世界時に近似するよう1年間一定の周波数オフセット（50 × n × 10−10、n は整数）とし、世界時と 0.1 秒以上の差を生じたときは月の1日0時UTに 0.1 秒のステップ調整を実施し、オフセット及び秒信号の修正の量と時期は国際報時局 (BIH)が関係天文台と協議の上で決定して報時信号を国際的に同期する、旧協定世界時 (UTC) 方式が、多くの国は勧告実施に設備と研究を要するため議論の末に勧告された。
原子周波数標準器を保有しない国々は協定世界時の保時が不可能で、西ドイツは独特の形式での報時を継続し、ソビエト連邦はステップ調整を 0.05 秒の幅で実施するなど、旧協定世界時 (UTC) の報時方式は国際的同一歩調ではなかったが、1967年国際天文学連合第13回総会で方式変更要求の意見が見られるも、利用者がようやく習熟しつつあり、ソビエト代表が 0.1 秒のステップ調整ならば同調可能と言明し、継続が決まる。

### 協定世界時の改善
1967年 - 1968年の第13回国際度量衡総会 (CGPM) でセシウム原子周波数標準に基づくSI秒の定義が採択され、物理学や計測の関係者を中心に旧協定世界時の周波数オフセット廃止意見が増加する。
旧協定世界時は運用が煩雑で1秒の刻みも一様でないなどの不都合から、1970年国際天文学連合第14回総会で旧協定世界時の大幅な改善策が決議されて周波数オフセットの廃止、閏秒の導入、協定世界時と国際原子時との差 (TAI-UTC) を整数秒とすること、少なくとも 0.1 秒精度で UT1 世界時を求めることができる情報として DUT1（UTCとUT1の差） を標準電波の報時信号に含めることなどが勧告される。
1971年国際無線通信諮問委員会中間会議で、細部の具体策を含め現行の協定世界時が決定され、TAI-UTC を整数にする特別調整を含めて1972年1月1日0時0分0秒UTC（1972年1月1日0時0分10秒 (TAI)）から実施された。閏秒調整日は1月1日または7月1日で、協定世界時は UT1 世界時と差が 0.7 秒を超えぬように国際報時局で調整・管理され、以後世界時 (UT0, UT1, UT2)、暦表時 (ET)、国際原子時が協定世界時を仲介して結ばれる。
旧協定世界時のステップ調整は UT2 基準だが閏秒調整は UT1 基準である。これは UT1 が地球の自転角度そのものを示し UT2 は平滑化したもので測地や天測航法には UT1 の方がより直接的に利用できるからである。
国際無線通信諮問委員会が決議した標準電波の時刻の基準は、旧協定世界時までは UT2 が基準だが現行協定世界時採択時に UTC 基準へ変更された。
1973年国際天文学連合第15回総会で協定世界時の管理規則改訂が決議され、UT1-UTC の許容差を ±0.7 秒以内から ±0.950 秒へDUT1の最大値を0.9秒にとどめるために拡大する、閏秒の実施時期を追加することが勧告される。1974年3月国際無線通信諮問委員会会議で協定世界時の運用規則（CCIR勧告460、現 ITU-R勧告TF.460）が改訂され、UTC-UT1 の絶対値の許容限界を 0.9 秒以内に広げること、時刻調整の閏秒実施予定日を従来の協定世界時6月末および12月末を第一優先、3月末と9月末を第二優先として加えること、が1975年1月1日から実施された。

### 協定世界時に基づく標準時の推奨
1973年国際天文学連合第15回総会において、第4委員会（暦）と第31委員会（時）の共同決議第1号（1973年8月採択25）で、SI秒に基づく単一の世界的に協調された時計の時間が望まれること、協定世界時からSI秒に基づく国際原子時を得ることが一般的に可能であること、および、UTC標準電波が航法や測量で必要とされる精度の平均太陽時を直接的に提供することを考慮し、すべての国の標準時の通報のための基礎として、UTC を採用することが勧告された。
1975年第15回国際度量衡総会では、「協定世界時」と称される時系が、極めて広く使用され、多くの場合報時発信局によって放送され、放送が利用者に対して同時に標準周波数、国際原子時及び近似的な一つの世界時（又は平均太陽時としてもよい）を提供していることを考慮し、この協定世界時が、多くの国で法定常用時の基礎となっていることを確認し、この使用が十分に推奨に値するものであると評価することが決議された。

### IERSの設立と国際度量衡局への移管
1985年国際天文学連合第19回総会において、それまで協定世界時 (UTC) を管理してきた国際報時局 (BIH) を廃止して、国際地球回転観測事業（IERS、現国際地球回転・基準系事業）を1988年1月から発足させることになる。そして、国際報時局 (BIH) が管理していた国際原子時 (TAI) を国際度量衡局 (BIPM) に移管すること認め、新組織の国際地球回転観測事業 (IERS) の中央局が世界各地の観測値をもとに、ΔUT1 (UT1-UTC) や極運動を決め、閏秒の決定も行うことになった。
1988年からは、国際報時局が行っていた、国際原子時や協定世界時などの原子時計や標準周波数に関する業務は国際度量衡局 (BIPM) が責任を持つことになり、国際度量衡局 (BIPM) が世界各国の関係機関が管理する原子時計のデータから、国際原子時や協定世界時を決定し維持管理するようになる。